# Тимофей Григорьевич Скряба Травин
Тимофей (Василий) Григорьевич Скряба Травин (1427 — 1500) — боярин и воевода великого князя Ивана III; землевладелец Суздальского и других уездов.

## Биография. Семья, дети
Рюрикович, потомок удельных князей Фоминских (пятое колено от князя Фёдора Константиновича Красного), которые перешли на службу к московским князьям, потеряв свои родовые земельные уделы и княжеские титулы в конце XIV — начале XV веков. Его отец, Григорий Семёнович Собакин Травин по прозвищу «Мороз», приходился родным дядей известному воеводе Салтыку Травину Ивану Ивановичу (основателю боярского рода Травиных). Сам же Тимофей Григорьевич Скряба стал родоначальником московского боярского рода Скрябиных. Имел четырёх сыновей:
- Щавью (или Ивана), входившего в 1495 г. в состав свиты Ивана III в период похода на Новгород Великий и казнённого в 1497 году по обвинению в заговоре Владимира Гусева;
- Осипа (или Иосифа), постригшегося в монахи и оставившего своё новгородское поместье в 1500 году (в ряде источников он показан старшим сыном);
- Григория;
- Фёдора.

Все они, как и потомки Фёдора, носили родовое прозвание Скрябиных. Из этого рода происходят Скрябин Михаил Фёдорович, «галичский сын боярский» Скрябин Матвей Иванович, Скрябина Антонина Владимировна (все они - потомки Фёдора).
Тимофей Скряба в годы молодости, совместно с Иваном Ивановичем Салтыком Травиным и другими, принимал участие в походах русских войск на Югру, Казань, Вятку (1465, 1469, 1489 годы). В 1498 году Тимофей Скряба предпринимает успешные военные действия против литовцев и поляков, захватив территорию в районе сёл Луково и Шибнево на Днепре, что очень не нравилось великому литовскому князю Александру Казимировичу, женатому на дочери великого князя Ивана III — Елене, который стал жаловаться на Тимофея Скрябу. Всё это, как и казнь его старшего сына Щавея (Ивана) Тимофеевича Скрябина, привело к удалению Скрябиных и Травиных от великокняжеского двора. Ещё до этого опала постигла и воеводу Ивана Ивановича Салтыка Травина (за его участие в заговоре Василия Борисовича Тучко Морозова), московский двор которого был распущен, а его «послужильцы испомещены» в Новгороде Великом (в списке его послужильцев значились известные дворянские фамилии, например, Колокольцовы). Несмотря на пошатнувшееся положение при дворе великого князя, боярин Тимофей Григорьевич Скряба Травин всё же оказался приглашенным в 1500 году на свадьбу дочери великого князя Ивана III — Федосьи Ивановны с князем Холмским. После этого имя Скрябы Травина Тимофея Григорьевича в летописях не упоминается. Он мог быть отправлен на жительство в своё дальнее поместье в Новгород Великий или же скончался. Это закономерное следствие опалы, которая постигла боярские роды Травиных и, особенно, Скрябиных.
Деятельность Скрябы Травина Тимофея (Василия) Григорьевича, который в результате всех этих трагических событий утратил и боярское звание, проходила в тот же период, что и служба крупного сановника, воеводы Скрябы Морозова Тимофея Игнатьевича, внук которого — воевода русских войск в Ливонскую войну Алексей Иванович Скрябин (Морозов) погиб и показан в ряде документов бездетным, однако в некоторых источниках указывается его сын Елизар Алексеевич Скрябин и внук Афанасий Елизарович Скрябин (конец XVI века, Устюг Великий), поэтому параллельно мог существовать и другой род Скрябиных (из потомства бояр Морозовых), который не следует путать с родом Скрябиных Травиных.